# 北京地铁DK2型电动客车

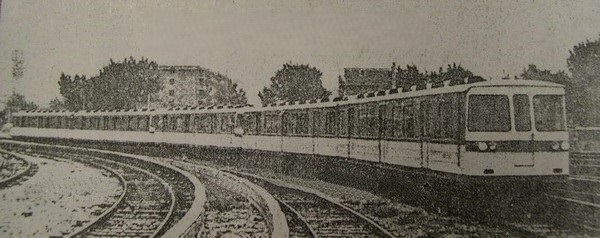
北京地铁DK2型电动客车于1971年

北京地铁DK2型电动客车是北京地铁的电动客车车款之一，现在已经退出运营。

## 简介
DK2型由长春轨道客车生产，又称BJ-2型:54，共80辆。是第1款正式载客运营的列车，主要在一期工程运营。每节车厢共3对车门，为内藏门，列车两端拥有紧急出口。

## 编组
|          | DK2           |               |               |               |
| 車廂編號 | 1             | 2             | 3             | 4             |
| 集電靴   | 有            | 有            | 有            | 有            |
| 形式區分 | 北京2xx1 (Mc) | 北京2xx2 (Mc) | 北京2xx3 (Mc) | 北京2xx4 (Mc) |
| 其他設備 |               |               |               |               |
| 安裝機器 |               |               |               |               |
| 車輛重量 | 30.5t         | 30.5t         | 30.5t         | 30.5t         |
| 載客量   | 186人         | 186人         | 186人         | 186人         |

## 列车翻新
由于列车在设计时存在诸多缺陷，不能很好地适应实际运营环境。导致在1969年11月11日，地铁电力系统起火导致3人死亡，100多人受伤，而且毁坏了2辆车厢，于是长春客车厂与湘潭电机厂相关人员共同找出各种问题与需要改造的项目200余项，随后对刚运到北京的新车和尚未出场的车辆全部进行改造:6。1978至1980年，DK2改造为斩波调阻车。在1984年，位于北京地铁的其中76辆列车在长春客车厂被翻新为DK11型。1985年，为了弥补DK2型改造期间的运力不足，部分改造时报废的DK2车体被北京地铁公司通过补焊车架、新造转向架等工序改造成可与DK8型混编的拖车。

## 车辆保存
- 北京2211等2辆封存于古城车辆段专包库，不对外展示。
- 北京2022、北京2051、北京2052、北京2142、北京2144，厂修后报废车体被改造为拖车，现封存于古城车辆段试车线。
- 北京2023、北京2071，厂修后报废车体被改造为拖车，2020年被古城车辆段翻新并改号为北京2111、北京2112。
- 北京2141、北京2143，厂修后报废车体被改造为拖车，现封存于太平湖车辆段备用线。
- 北京2042，厂修后报废车体被改造为拖车，现位于太平湖车辆段地铁车辆抢险救援演习基地[7]，已改为灰色涂装。
- 2辆厂修后报废车体被改造为拖车，现封存于大雁运销分公司运输段[8]。